# Alvin Sargent
Alvin Sargent (Filadelfia, 12 aprile 1927 – Seattle, 9 maggio 2019) è stato uno sceneggiatore statunitense.

## Biografia
Iniziò a lavorare per la televisione nel 1953 e negli anni sessanta scrisse gli episodi di numerose serie tv, tra le quali Route 66, Ben Casey e Alfred Hitchcock presenta. Nel 1966 collaborò alla prima sceneggiatura, ma inizia a farsi notare solo nel 1970 quando scrive Un uomo senza scampo di John Frankenheimer e nel 1973 l'acclamato Paper Moon - Luna di carta con Ryan O'Neal e la figlia Tatum.
Nel 1978 vinse l'Oscar per il film Giulia di Fred Zinnemann e ancora nel 1981 con Gente comune di Robert Redford. Successivamente collaborò a Spider-Man 2 e Spider-Man 3 entrambi diretti da Sam Raimi.
Morì il 9 maggio 2019 all’età di 92 anni nella sua casa a Seattle.

## Vita privata
Ha avuto una relazione con la produttrice Laura Ziskin, che ha sposato nel 2010 e con la quale è rimasto legato fino alla sua morte avvenuta nel 2011 per un cancro al seno. Era il fratello di Herb Sargent (1923-2005).

## Filmografia

### Sceneggiatore
- Gambit - Grande furto al Semiramis (Gambit), regia di Ronald Neame (1966)
- La notte dell'agguato (The Stalking Moon), regia di Robert Mulligan (1968)
- Pookie, regia di Alan J. Pakula (1969)
- Un uomo senza scampo (I Walk the Line), regia di John Frankenheimer (1970)
- Gli effetti dei raggi gamma sui fiori di Matilda (The Effect of Gamma Rays on Man-in-the-Moon Marigolds), regia di Paul Newman (1972)
- Paper Moon - Luna di carta (Paper Moon), regia di Peter Bogdanovich (1973)
- Amore, dolore e allegria (Love and Pain and the Whole Damn Thing), regia di Alan J. Pakula (1973)
- È nata una stella (A Star Is Born), regia di Frank Pierson (1976)
- Un attimo, una vita (Bobby Deerfield), regia di Sydney Pollack (1977)
- Giulia (Julia), regia di Fred Zinnemann (1977)
- Vigilato speciale (Straight Time), regia di Ulu Grosbard (1978)
- Il cavaliere elettrico (The Electric Horseman), regia di Sydney Pollack (1979)
- Gente comune (Ordinary People), regia di Robert Redford (1980)
- Pazza (Nuts), regia di Martin Ritt (1987)
- Nick e Gino (Dominick and Eugene), regia di Robert M. Young (1988)
- Calda emozione (White Palace), regia di Luis Mandoki (1990)
- Tutte le manie di Bob (What About Bob?), regia di Frank Oz (1991)
- I soldi degli altri (Other People's Money), regia di Norman Jewison (1991)
- Eroe per caso (Hero), regia di Stephen Frears (1992)
- Bogus - L'amico immaginario (Bogus), regia di Norman Jewison (1996)
- La mia adorabile nemica (Anywhere but Here), regia di Wayne Wang (1999)
- L'amore infedele - Unfaithful (Unfaithful), regia di Adrian Lyne (2002)
- Spider-Man 2 (Spider-Man 2), regia di Sam Raimi (2004)
- Spider-Man 3 (Spider-Man 3), regia di Sam Raimi (2007)
- The Amazing Spider-Man (The Amazing Spider-Man), regia di Marc Webb (2012)

## Riconoscimenti
- Premio Oscar
  - 1974 – Candidatura come migliore sceneggiatura non originale per Paper Moon - Luna di carta
  - 1978 – Migliore sceneggiatura non originale per Giulia
  - 1981 – Migliore sceneggiatura non originale per Gente comune

- Golden Globe
  - 1978 – Candidatura come migliore sceneggiatura non originale per Giulia
  - 1981 – Candidatura come migliore sceneggiatura non originale per Gente comune

- BAFTA
  - 1978 – Migliore sceneggiatura per Giulia

- Saturn Award
  - 2005 - Migliore sceneggiatura per Spider-Man 2